# بارک‌زایی

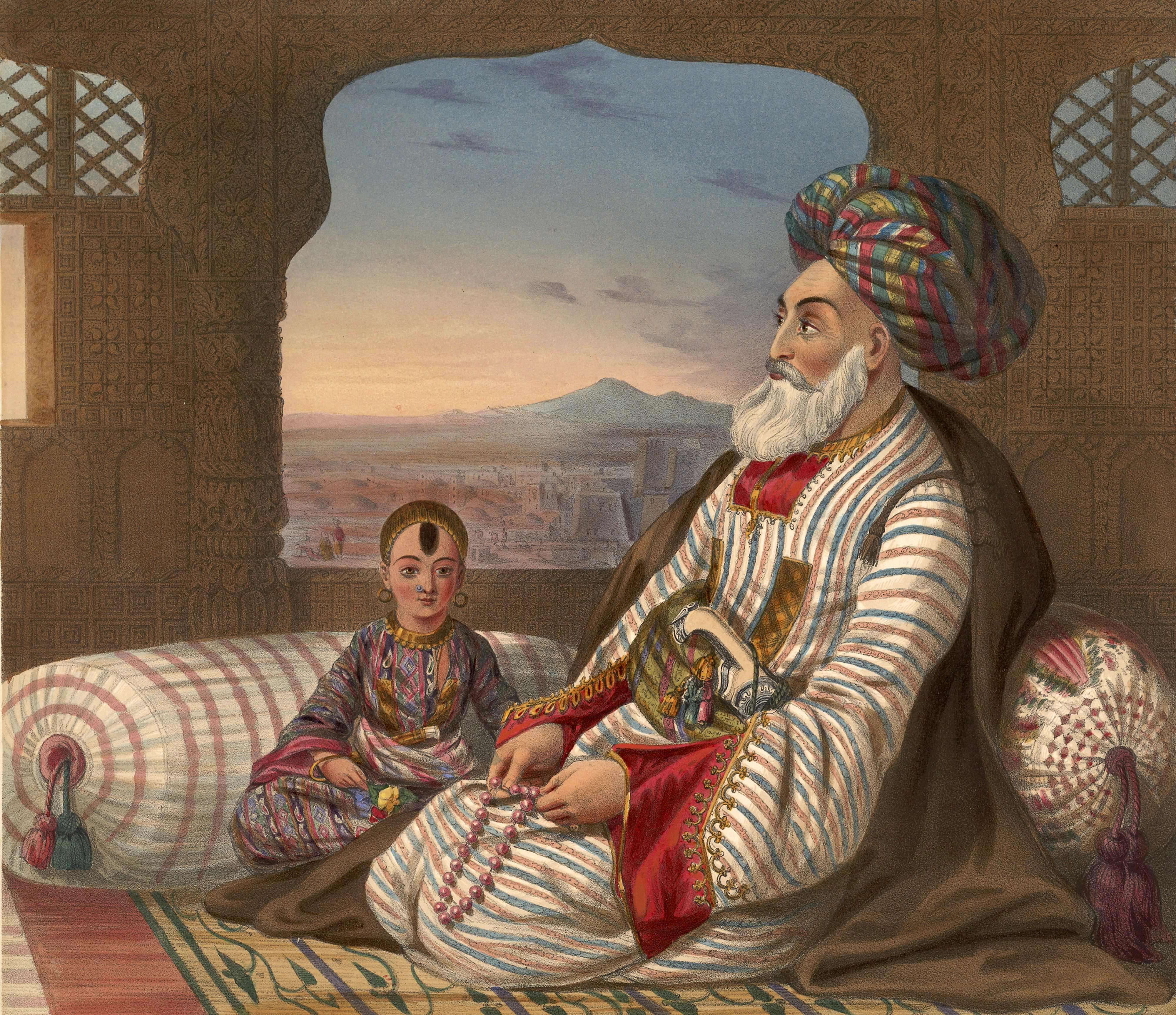
دوست‌محمد خان

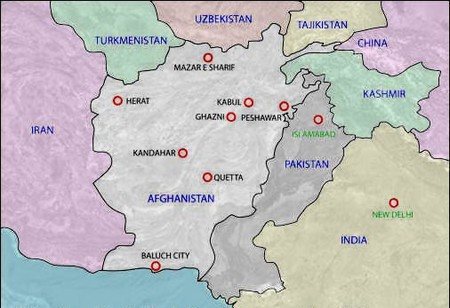
قلمرو سلسله بارکزایی در دوره حکومت عبدالرحمن خان در سال ۱۸۹۳ میلادی پیش از امضای معاهده دیروند

بارکزایی یا بارکزی طایفه‌ای از افغانان پشتون که رقیب ابدالی‌ها بودند و همیشه سلطان از طایفهٔ ابدالی و وزیر از طایفهٔ بارکزایی تعیین می‌شد و در ۱۲۵۷ دوست محمدخان از طایفهٔ بارکزایی و تیره محمدزایی بر تخت سلطنت دست یافت و حکومت سلسلهٔ ابدالی یا درانی منقرض شد.در اواخر حکومت این سلسله به خاندان نادر خان سفاک مشهور بود.
- خاندان بارکزایی:
- دوست محمدخان (۱۸۲۶–۱۸۳۹) و (۱۸۴۲–۱۸۶۳)
- شیرعلی خان (۱۸۶۳–۱۸۶۶) و (۱۸۶۸–۱۸۷۹)
- محمد افضل خان و محمد اعظم خان در بلخ و کابل (۱۸۶۶–۱۸۶۸)
- محمد یعقوب خان ۱۸۷۹
- عبدالرحمن خان (۱۸۸۰–۱۹۰۱)
- ایوب خان (که در هرات انقلاب کرد) ۱۸۸۰
- حبیب‌الله خان (۱۹۰۱–۱۹۱۹)
- امان‌الله شاه (۱۹۱۹–۱۹۲۹)
- عنایت‌الله شاه ۱۹۲۹
- علی احمد خان (۱۹۲۹) و (۱۹۲۹)
- محمد نادرشاه (۱۹۲۹–۱۹۳۳)
- محمد ظاهرشاه (۱۹۳۳–۱۹۷۳)